# Mozartwohnung

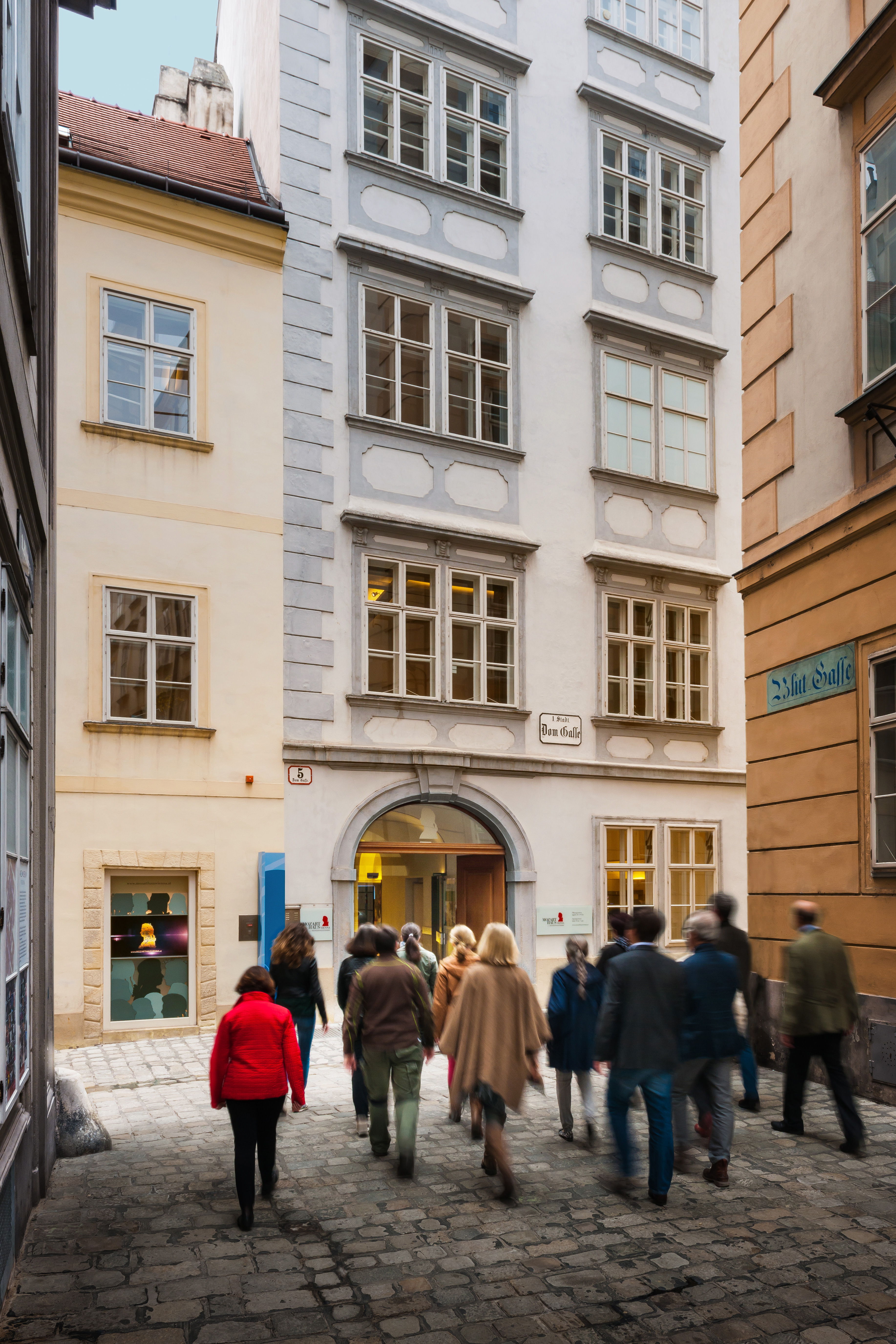
Außenansicht des Mozarthauses Vienna, Domgasse 5

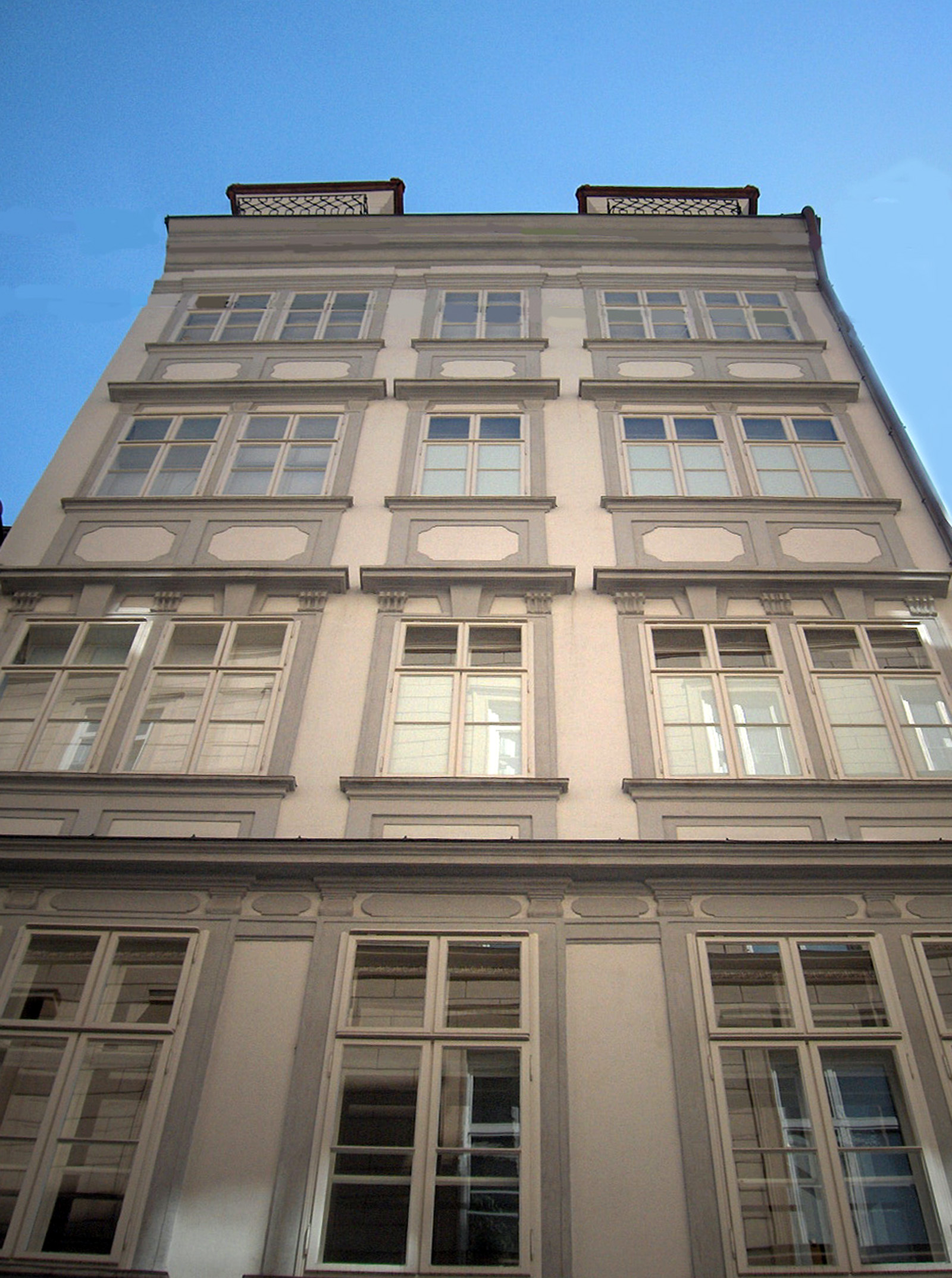
Mozarthaus Vienna

Die Mozartwohnung befindet sich im Camesinahaus in der Domgasse 5 im 1. Wiener Gemeindebezirk Innere Stadt, unweit des Stephansdoms. Im ersten Stock befindet sich die einzige bis heute erhalten gebliebene Wiener Wohnung von Wolfgang Amadeus Mozart, der hier von Ende September 1784 bis Ende April 1787 wohnte.

## Geschichte
Das im 17. Jahrhundert errichtete Haus war ursprünglich zweistöckig und hatte den Eingang in der Schulerstraße 8 (damals: Große Schulerstraße, Stadt Nr. 845). Als Mozart sich 1784 hier einmietete, war das Haus bereits seit 1716 durch den damaligen Besitzer Andrea Simone Carove baulich verändert. Mozart mietete die Wohnung von der Familie Camesina, die das Haus seit 1720 besaß, weshalb es auch unter dem Namen „Camesinahaus“ bekannt war.
Mozarts Räume wurden 1941 zum 150. Todestag Mozarts von den Nationalsozialisten im Rahmen der „Mozartwoche des Deutschen Reiches“ eröffnet, einer Veranstaltung, mit der Mozart – im Gegensatz zu seinem polyglotten Leben – als typisch deutscher Komponist vereinnahmt werden sollte. Seit 1945 oblag der Betrieb der Schauräume dem Historischen Museum der Stadt Wien. Da das in Privatbesitz stehende Gebäude von außen wenig attraktiv erschien, blieben die Besucherzahlen im so genannten „Figarohaus“ mit etwa 80.000 Personen pro Jahr bescheiden, obwohl der Standort nur eine geringe Entfernung zum viel besuchten Stephansdom aufwies.

## Adaptierung als Wiener „Mozartzentrum“
In Hinblick auf das Mozart-Jahr 2006 unternahm es die im Eigentum der Stadt Wien stehende Wien Holding, die Räumlichkeiten über die von ihr gegründete Mozarthaus Vienna Errichtungs- und Betriebs-GmbH grundlegend zu erneuern. Nach vollständiger Sanierung wurden in Teilen des Gebäudes sowie in ausgebauten Kellergeschoßen Informationsbereiche zu Leben und Werk des Komponisten mit dem Schwerpunkt seiner Wiener Zeit geschaffen; die historische Mozartwohnung, welche Mozart mit seiner Familie von Ende September 1784 bis Ende April 1787 bewohnte, steht weiterhin unter der Obhut des Wien-Museums und wurde in das Gesamtkonzept mit einbezogen.
Bei diesen Räumlichkeiten, welche sich im ersten Stock befinden, handelt es sich um die einzige Wiener Wohnung Mozarts, die erhalten geblieben ist. Sie besteht aus vier Zimmern, zwei Kabinetten und einer Küche. In den zweieinhalb Jahren, welche Mozart hier verbrachte, entstanden zentrale Werke wie etwa Le Nozze di Figaro. Das Haus ist seither auch als das „Figaro-Haus“ bekannt. Aufgrund der sehr dürftigen Faktenlage – so gibt es keinerlei originale Einrichtungsgegenstände – liegt es eher am Besucher selbst, sich Mozarts Leben und Wirken in diesen Räumen vorzustellen.
Zusätzlich zu den Wohnräumen werden auf weiteren zwei Etagen Informationen über Mozart in der Form von audiovisuellen Installationen präsentiert, die Ausstellungsstücke selbst sind keine Originale, sondern eher ein Sammelsurium von Replikaten, welche mit Mozart selbst wenig zu tun haben, aber seiner Zeit zugeordnet sind. Im Erdgeschoß befinden sich ein Museumsshop und ein Automatencafé. Die Frequenz betrug 2006 rund 203.000 Besucher, 2019 rund 215.000 Besucher.

## Aufbau
Das „Figaro-Haus“ verfügt über 5 Stockwerke. Im 5. Obergeschoß befinden sich bis heute Wohnungen. Das 4. Obergeschoß bis 2. Untergeschoß des Hauses gehören dem Mozarthaus Vienna und werden als Museum bzw. Veranstaltungsräume genutzt. Der Hof des Hauses ist gekennzeichnet durch die für Wien typischen Pawlatschengänge.

### 4. Obergeschoß – Business Lounge
Im 4. Obergeschoß des Hauses befindet sich die „Business Lounge“ des Mozarthaus Vienna. Es handelt sich hierbei um einen Veranstaltungsbereich bestehend aus mehreren Räumen. Der Veranstaltungsbereich kennzeichnet sich durch restauratorisch freigelegte Wandmalereien in Kombination mit modernen Wandverkleidungen. Ausgestattet sind die Räume mit Möbeln des Interieur-Geschäfts Roche Bobois und einem modernen Porträt von Mozart des österreichischen Künstlers Oskar Stocker.

### 3. Obergeschoß – Mozarts Wien
Im dritten Stock des Mozarthaus Vienna kann man die persönliche und gesellschaftliche Situation Mozarts in Wien erleben. Eine Multimedia-Installation präsentiert alle Orte, an denen Mozart während seiner Wiener Jahre lebte. Außerdem lernen die Besucher viel über die bedeutendsten Aufführungsorte und Bezugspersonen Mozarts sowie gesellschaftspolitische Aspekte und Zusammenhänge. Seine Vorliebe für das gesellschaftliche Leben: Bälle, Glücksspiel, Mode, Literatur und Wissenschaft sowie seine Verbindung zur Gedankenwelt der Freimaurer werden genau beleuchtet. Darüber hinaus bietet eine Installation mit fünf Guckkästen einen „verbotenen“ Einblick in das erotische „Amusement“ dieses Zeitalters.

### 2. Obergeschoß – Mozarts Musik
Zu Beginn des Rundgangs durch den zweiten Stock werden die bedeutendsten Musiker- und Komponistenkollegen Mozarts in Wien präsentiert. Weiters behandelt die Ausstellung die Zusammenarbeit Mozarts mit dem Librettisten Lorenzo Da Ponte in den Opern Le Nozze di Figaro und Don Giovanni. Die historischen Stuckdecken und Wandmalereien in diesen Räumen vermitteln einen Eindruck der ursprünglichen Dekoration des gesamten Hauses. Diese Ausstellungsebene umfasst auch Mozarts Requiem und sein Lebensende sowie die multimediale Theaterinstallation „Die Zauberflöte – Das göttliche Lachen“, die den Besuchern dreidimensionale Collagen mit Szenen aus der „Zauberflöte“ präsentiert. „Figaro Parallelo“ ist eine Medieninstallation, die einen aktuellen Überblick über verschiedene Figaro-Inszenierungen aus weltweit führenden Opernhäusern mit den unterschiedlichen Zugängen der jeweiligen Regisseure bietet.

### 1. Obergeschoß – Mozart-Wohnung
Im 1. Obergeschoß des Mozarthaus Vienna befindet sich die Wohnung, in der Mozart mit seiner Familie von 1784 bis 1787 gelebt und Werke wie etwa seine weltberühmte Oper „Le Nozze di Figaro“ oder drei der sechs „Haydn-Quartette“ komponiert hat. Es handelt sich um die größte, vornehmste und teuerste Wohnung, die Mozart jemals bewohnt hat, und sie ist seine einzige Wiener Wohnung, die bis heute erhalten geblieben ist. Die Wohnung verfügt über vier Zimmer, zwei Kabinette und eine Küche. Man kann mithilfe von Fotos und Dokumenten die Spuren des Künstlers und seiner Familie entdecken. In der Mozart-Wohnung, die vom Wien Museum kuratorisch betreut wird, wird ebenfalls eine imposante Flötenuhr präsentiert. Es wird angenommen, dass diese Uhr um 1790 hergestellt wurde. Sie spielt eine Variation des Andante für eine Walze in eine kleine Orgel (KV 616), die Mozart wahrscheinlich für diese oder eine ähnliche Uhr komponiert hat.

### 2. Untergeschoß – Konzertsaal
Im zweiten Untergeschoß des Mozarthaus Vienna wurde das historisch einzigartige Barockgewölbe mit modernen Elementen zu einem multifunktionalen Veranstaltungsort umgebaut. Bei der Restaurierung wurde die Gewölbestruktur des alten Ziegelmauerwerkes erhalten, jedoch wurde aus Denkmalschutzgründen das Mauerwerk des unteren Bereichs der Kellerwände mit einer Wandverkleidung geschützt.

## Sonderausstellungen
Neben der regulären Ausstellung des Museum präsentiert das Mozarthaus Vienna jährlich eine neue Sonderausstellung, z. B. Cherubino alla vittoria! (2023), Die Trias der Wiener Klassik: Haydn – Mozart – Beethoven. Gemeinsamkeiten – Parallelen – Gegensätze (2021), Mozarts Weg in die Unsterblichkeit. Das Genie und die Nachwelt (2018), Rock Me Amadeus. The Story (2016).